# 캐스린 스위처
캐스린 버지니아 스위처(Kathrine Virginia Switzer, 1947년 1월 5일 ~ )는 미국의 달리기 선수이자 작가이다. 1967년 보스턴 마라톤에 참가한 최초의 여성 참가자로 잘 알려져 있다.